# 日本放射線技術学会
公益社団法人日本放射線技術学会（にほんほうしゃせんぎじゅつがっかい、英文名：Japanese Society of Radiological Technology）は、1942年に設立された学会であり、医療における放射線診療技術の発展に寄与することを目的とする学術団体である。公益法人制度改革に伴い、2011年3月1日に公益社団法人に移行。
- 学術大会：年2回（春季・秋季）
- 機関誌等[1]：日本放射線技術学会雑誌（年12回発行）『Radiological Physics and Technology』（日本医学物理学会との共同出版）
- 会費：正会員　年会費13,000円および所属地方部会費、学生会員　年会費3,000円、所属地方部会費1部会のみ無料

## 専門部会
- 画像部会：画像処理、画像解析
- 核医学部会：核医学検査、放射性薬品
- 放射線治療部会：放射線治療全般
- 撮影部会：一般撮影、血管撮影、透視撮影、CT検査、MRI検査、超音波検査
- 計測部会：放射線計測全般
- 放射線防護部会：放射線防護全般
- 医療情報部会：医療情報、画像管理

## 地方支部
北海道支部、東北支部、関東支部、東京支部、中部支部、近畿支部、中国・四国支部、九州支部